# Stora Målen (Nödinge socken, Västergötland, 642037-127813)
Stora Målen är en sjö i Ale kommun i Västergötland och ingår i Göta älvs huvudavrinningsområde. Sjön ligger i skogsområdet Alefjäll.